# Tianjin Pioneers
El Tianjin Pioneers (en chino, 天津荣钢金狮) también conocido  con anterioridad como Tianjin Ronggang Gold Lions o Tianjin Gold Lions es un equipo de baloncesto chino con sede en la ciudad de Tianjin, que compite en la Chinese Basketball Association (CBA). Disputa sus partidos en el Tianjin Arena, con capacidad para 10.000 espectadores.

## Historia
El club es uno de los más antiguos del país, fundado en 1952, aunque profesionalmente no surgió hasta el año 2006, ascendiendo a la máxima categoría, la CBA dos años más tarde, en 2008.